# Tommy O'Haver
Tommy O'Haver (nascido em 1968) é um diretor de cinema americano.
Foi criado em Carmel, Indiana. Graduou-se pela Indiana University com diploma de Jornalismo.  
Está atualmente trabalhando na obra Golden Gate, em parceria com a Summit Entertainment, coproduzido por Neil Meron, Craig Zadan e Alison Rosensweig.

## Filmografia
- Golden Gate (2010) pré-produção
- An American Crime (2008)
- Ella Enchanted (2004)
- Get Over It (2001)
- Billy's Hollywood Screen Kiss (1998)